# Акрециони диск
Акрециони диск је појам у астрономији а односи се на структуру која настаје када се материјал почне кретати орбитално око неког масивног тела (најчешће Звезда) услед гравитације. Сила трења заједно са гравитацијом сабија материју и диже њену температуру због чега долази до емисије електромагнетског зрачења. Фреквенција тог зрачења зависи од масе централног објекта.
Акрециони диск младе звезде и протозвезде најчешће је у инфрацрвеном делу спектра, док материја која кружи око црних рупа и неутронских звезда најчешће сија у X делу спектра.
Најспектакуларнији акрециони дискови јављају се око активног галактичког језгра и квазара (верује се да су они масивне црне рупе у центру галаксија). Материја која се приближава црној рупи толико се загреје да долази до зрачења у Х делу спектра све док се не пређе хоризонт догађаја. Онда се материја више не може детектовати, а ни изаћи из црне рупе. Верује се да велика луминозност квазара настаје као резултат што се материја креће око доста масивног тела (супермасивне црне рупе). Током овог процеса чак 10-40% материје претвара се у енергију.
У тесним двојним системима масивнија компонента развија се брже и постаје бели патуљак, неутронска звезда или црна рупа док она мање масивна компонента расте док не пређе рошов овал. Онда се материја са мање масивне компоненте пребацује на ону више масивну. Момент импулса не дозвољава материји да се креће по правој путањи од једне звезде до друге, већ орбитално, па долази до стварања акреционог диска.